# Rintje Ritsma
Rintje Ritsma, né le 13 avril 1970 à Lemmer, est un ancien un patineur de vitesse néerlandais. 
Il est aussi connu sous son surnom "L'ours de Lemmer."  Lorsqu'il a arrêté sa carrière en tant que patineur professionnel, en janvier 2009, il était classé 19e au "Adelskalender", une liste où sont répertoriés les meilleurs patineurs de tous les temps.

## Palmarès

### Jeux olympiques
- Jeux olympiques d'hiver de 1992 à Albertville ( France) :
  - 27e sur 1500 m
  - 12e sur 1000 m
  - 4e sur 1500 m
- Jeux olympiques d'hiver de 1994 à Lillehammer ( Norvège) :
  -  Médaille d'argent sur 1500 m
  -  Médaille de bronze sur 5000 m
  - 7e sur 10 000 m
- Jeux olympiques d'hiver de 1998 à Nagano ( Japon) :
  -  Médaille de bronze sur 1500 m
  -  Médaille d'argent sur 5000 m
  -  Médaille de bronze sur 10 000 m
- Jeux olympiques d'hiver de 2002 à Salt Lake City ( États-Unis) :
  - 9e sur 1500 m
- Jeux olympiques d'hiver de 2006 à Turin ( Italie) :
  -  Médaille de bronze en poursuite par équipe

### Championnats du monde
- Championnats du monde de 1996 à Hamar ( Norvège)
  - 8e sur 5000 m
  - 10e sur 10 000 m
- Championnats du monde de 1997 à Varsovie ( Pologne)
  -  Médaille d'or sur 1500 m
  -  Médaille d'or sur 5000 m
  -  Médaille d'argent sur 10 000 m
- Championnats du monde de 1998 à Calgary ( Canada)
  - 4e sur 1500 m
  -  Médaille d'argent sur 5000 m
- Championnats du monde de 1999 à Heerenveen ( Pays-Bas)
  -  Médaille de bronze sur 1500 m
  - 18e sur 5000 m
- Championnats du monde de 2001 à Salt Lake City ( États-Unis)
  - 13e sur 1500 m

### Participation au Rallye Dakar
En 2014, il prend le départ du Rallye Dakar comme copilote aux côtés du pilote de camion néerlandais Daniel Bruinsma. 